# Henri Aimé Brustlein
Pour les articles homonymes, voir Brustlein.
Henri Aimé Brustlein (Roppentzwiller, 2 juin 1833 - Fraisses, 18 décembre 1911) est un sidérurgiste français et l’un des inventeurs des aciers spéciaux.
Dans la deuxième moitié du XIXe siècle, les grandes firmes de la chimie ou de la métallurgie commencèrent à organiser des laboratoires dans lesquels collaboreront des scientifiques et des techniciens. 
En sidérurgie, c’est la firme Holtzer près de Saint-Étienne qui, avec le chimiste Jean-Baptiste Boussingault (à partir de 1867) bientôt aidé de Henri Aimé Brustlein, organisa en 1869 le premier laboratoire d’usine. Cette création marque un tournant dans l’histoire de l'industrie avec une orientation de la recherche technique selon une logique scientifique.
En 1877 ils mettaient au point les ferro-chromes qui, en les incorporant aux charges, complètement désoxydées, des creusets, permettaient d’obtenir les aciers chromés.